# Jan Werakso

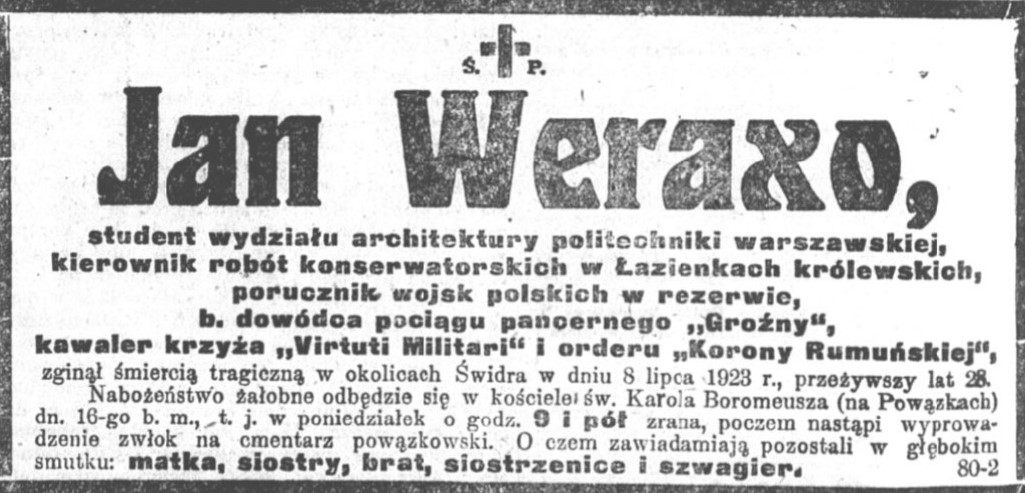
Nekrolog Jana Weraxo w „Kurjerze Warszawskim”

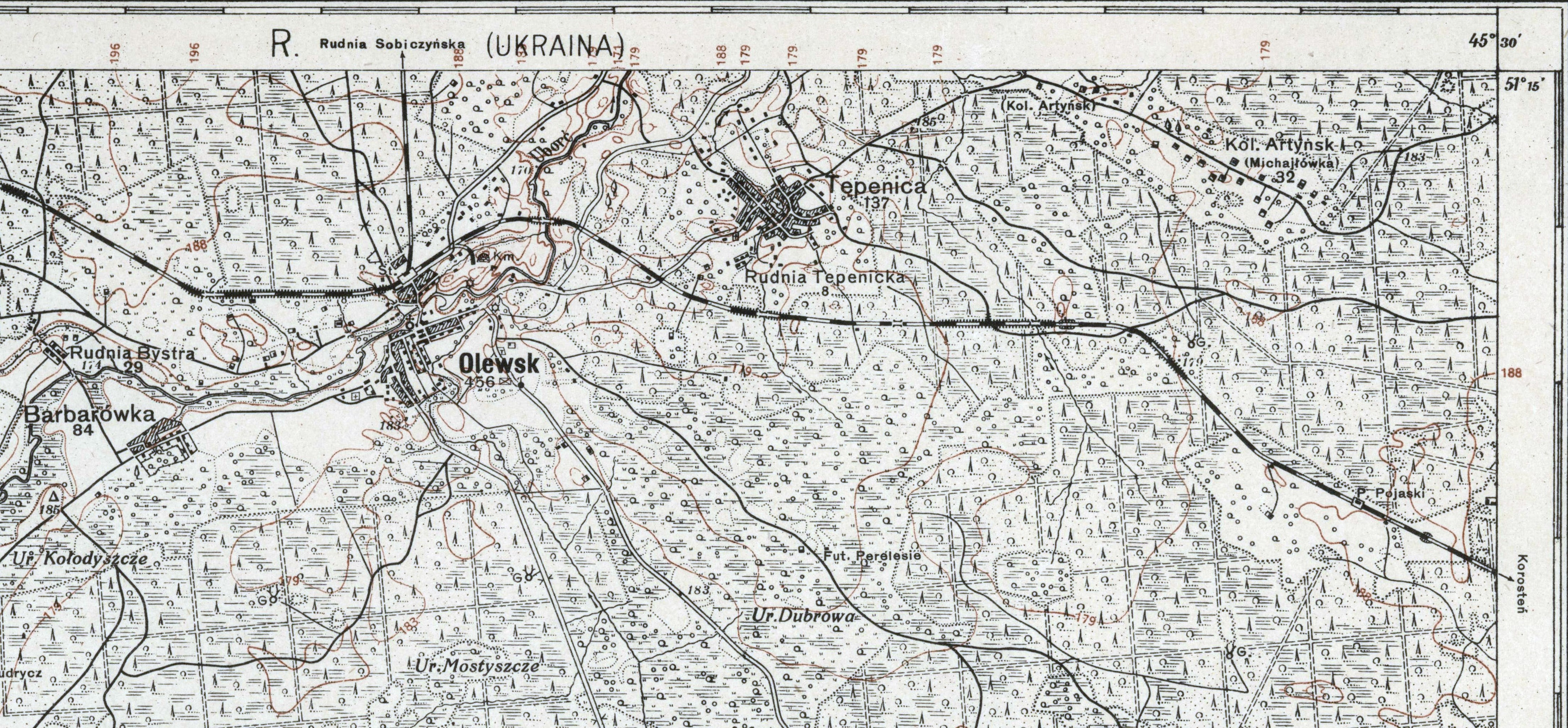
Rejon działania patrolu ppor. Jana Werakso.

Jan Werakso, także Weraxo (ur. 10 grudnia 1893 w Moskwie, zm. 8 lipca 1923) – porucznik piechoty Wojska Polskiego, kawaler Orderu Virtuti Militari.

## Życiorys
Urodził się 10 grudnia 1893 roku w Moskwie, w rodzinie Antoniny (żyła w latach około 1862–1925). Miał brata i siostry. Studiował w Charkowie. Po wybuchu I wojny światowej wstąpił do Czugujewskiej Szkoły Wojskowej. Po ukończeniu szkoły został wysłany na front niemiecki, gdzie dowodził kompanią karabinów maszynowych. Za działalność antybolszewicką i chęć przedostania się do I Korpusu Polskiego w Rosji został przez bolszewików skazany na karę śmierci, lecz zdołał zbiec i w 1918 roku przedostał się do Polski.
8 stycznia 1919 roku został przyjęty do Wojska Polskiego. 25 maja 1919 roku został przeniesiony z Dowództwa Okręgu Etapowego Zamość do Pociągu Pancernego Nr 5 „Odsiecz II”. W czasie wojny z bolszewikami był dowódcą Pociągu Pancernego Nr 22 „Groźny”.
Jesienią 1920 roku, po podpisaniu rozejmu, został zwolniony do rezerwy i przydzielony w rezerwie do 44 pułku piechoty. 8 stycznia 1924 roku został zatwierdzony w stopniu porucznika ze starszeństwem z 1 czerwca 1919 roku i 3001. lokatą w korpusie oficerów rezerwy piechoty. Posiadał wówczas przydział w rezerwie do 13 pułku piechoty w Pułtusku.
Po zwolnieniu z wojska kontynuował studia na Wydziale Architektury Politechniki Warszawskiej. W 1922 roku został powołany przez Zarząd Gmachów Reprezentacyjnych na stanowisko technika architektonicznego. Prowadził prace budowlane w Spale. Następnie został kierownikiem warsztatów meblowych i technikiem. Pod kierunkiem prof. Kazimierza Skórewicza kierował pracami konserwatorskimi w Łazienkach Królewskich w Warszawie. 8 lipca 1923 roku utonął w Wiśle, w okolicy Świdra. 16 lipca 1923 roku został pochowany na cmentarzu Powązkowskim w Warszawie.

## Wniosek o nadanie orderu Virtuti Militari
We wniosku na odznaczenie orderem Virtuti Militari, podpisanym przez podpułkownika Wacława Farę, dowódcę 14 pułku piechoty i odcinka „Olewsk”, napisano: 

dnia 12 i 13 marca br. nieprzyjacielski pociąg pancerny «Komunard» przybliżał się do Olewska i ostrzeliwał go, co wywoływało popłoch wśród cywilnej ludności i demoralizowało żołnierzy. Celem uniemożliwienia dalszego ostrzeliwania miasta i zabezpieczenia od strat na przyszłość, dowódca pociągu pancernego nr 22 «Groźny» porucznik Werakso postanowił wysadzić nieprzyjacielski pociąg pancerny. Dnia 13 sporządził miny do zapalenia za pomocą elektrycznej maszynki, natychmiast po ostrzeliwaniu miasta przez pociąg nieprzyjacielski poprowadził osobiście patrol składający się z ppor. Kuśmierka, ppor. Szwarca (Stanisława Schwarca), ppor. Koziara, kaprala Paśki, st. szer. Werakso Romualda, st. szer. Wołowskiego i kaprala Grabskiego, celem przeprowadzenia ścisłego wywiadu, wybrania miejsca dla wysadzenia i założenia tam min. Porucznik Werakso postanowił wysadzić pociąg pancerny w jak największej odległości od Olewska nie zważając na to, że linia kolejowa i lasy przylegające do niej były silnie patrolowane przez nieprzyjaciela. Aby nie być spostrzeżonym tak przez patrole nieprzyjacielskie jak i przez ludność cywilną tamtejszej okolicy, która łatwo mogła zdradzić patrol, por. Werakso nie licząc się z niebezpieczeństwem i trudnym terenem, w nocy przez moczary i trzęsawiska umiejętnie prowadził patrol omijając wszystkich i wszystko co mogło zdradzić go, pozostając nie spostrzeżonym. I tak krążąc por. Werakso dotarł do miejsca, gdzie przypuszczał wysadzić pociąg (14 kilometrów od Olewska). Trudno było wybrać odpowiednie miejsce dla podminowania toru, gdyż linia kolejowa często kontrolowana przez podkupionych (...), z obu stron (...) grzęzły gałęzie krzaków. Najmniejszy szmer, najmniejsze pluśnięcie wody oraz trzask złamanej gałęzi mogło zdradzić patrol. Jednak por. Werakso umiejętnie stosuje się do terenu, korzystając nawet ze szumu wiatru, podkradł się do toru i chcąc wykorzystać psychologiczną własność stróża kolejowego, kazał zakładać miny tuż nie daleko od budki, gdzie mieszkał stróż, któremu było powierzone pilnowanie toru. Robota była trudna, gdyż często przychodziło się ją przerywać i kryć się w krzakach. Porucznik Werakso nie miał fachowych minerów i musiał tu na miejscu pouczać żołnierzy w zakładaniu min, powierzywszy zabezpieczenie robót oficerom. Po założeniu min i starannym zamaskowaniu, druty elektryczne od nich były przeprowadzone 70 metrów od toru i maszynka umieszczona za sosną, która miała chronić powodującego wybuch od odłamków, kamieni i kul w razie ognia z pociągu pancernego i podczas wybuchu. Ze świtem porucznik Werakso wysłał ppor. Kuśmierka i ppor. Szwarca do Olewska, żeby w razie niepojawienia się na 14 marca pociągu pancernego, oni mogli przyjść na zmianę na następny dzień, gdyż postanowiono czekać na pancerkę tak długo, aż się zjawi. Cały dzień 14 i noc z 14 na 15 marca dyżur przy maszynce miał sam porucznik Werakso. Patrol zasiadłszy na drzewach obserwował za torem i wszystkimi przeszkodami. Rano 15 marca zmienił porucznika Werakso ppor. Kuśmierek. 16 marca wieczorem, po otrzymaniu meldunku od ppor. Szwarca, który szedł na zmianę podporucznika Kuśmierka o tym, iż pociąg pancerny został już wysadzony, porucznik Werakso poprowadził znów patrol do miejsca katastrofy i przez całą noc nie pozwalał załodze wysadzonego pociągu pancernego wyjść z wagonów, demonstrując okrążenie pociągu i ostrzeliwując go pod silnym ogniem artyleryjskim i karabinów maszynowych z pozostałego na szynach pancernego wagonu. O godz. 6.30 17 marca przyszła na pomoc 11. kompania 14 pp. Porucznik Werakso z wyczerpanym patrolem powrócił do Olewska skąd o godz. 11 tegoż dnia, nie zważając na wyczerpanie sił, znów przyłączył się z 30 ludźmi swojej załogi do piechoty i współdziałał w akcji przy zdobyciu tego pociągu. W energicznym i ujmiejętnym doprowadzeniu do skutku powziętego postanowienia swego, ze swojej dobrej woli, porucznik Werakso narażając swe życie wykazał niezwykłą odwagę i energię. Czynem tym por. Werakso położył kres bezczelnemu zachowaniu się bolszewickich pociągów pancernych na odcinku Olewsk, spowodował zniszczenie jednego z najlepszych i najsilniejszych pociągów pancernych, jakie miała Rosja, z którego została wzięta zdobycz w postaci jednego wagonu pancernego, 2 armat, 7 karabinów maszynowych, około 1000 amunicji artyleryjskiej, 30 000 amunicji do karabinów maszynowych oraz dużo materiałów wybuchowych

## Ordery i odznaczenia
- Krzyż Srebrny Orderu Wojskowego Virtuti Militari nr 5042 – 3 lutego 1922[15][16][17]
- Order Korony Rumunii[1]